# Comté de Hinsdale
Le comté de Hinsdale est un comté du Colorado. Son siège est Lake City.
Créé en 1874, le comté est nommé en l'honneur de George A. Hinsdale, qui fut notamment lieutenant-gouverneur du Colorado.

## Démographie
| 1880  | 1890 | 1900  | 1910 | 1920 | 1930 |
| ----- | ---- | ----- | ---- | ---- | ---- |
| 1 487 | 862  | 1 609 | 646  | 538  | 449  |

| 1940 | 1950 | 1960 | 1970 | 1980 | 1990 |
| ---- | ---- | ---- | ---- | ---- | ---- |
| 349  | 263  | 208  | 202  | 408  | 467  |

| 2000 | 2010 | - | - | - | - |
| ---- | ---- | - | - | - | - |
| 790  | 843  | - | - | - | - |

## Photos

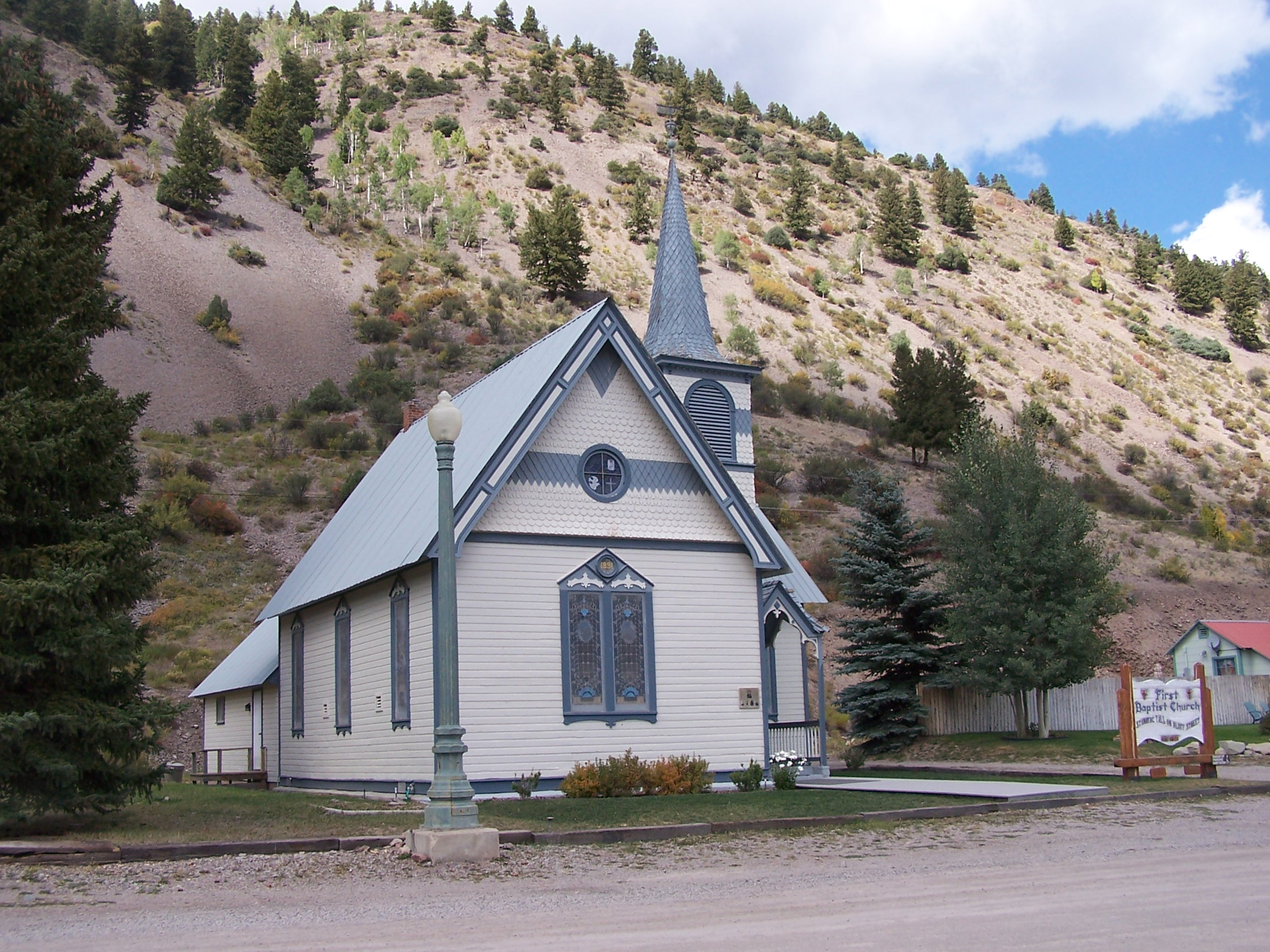
L'église baptiste de Lake City.
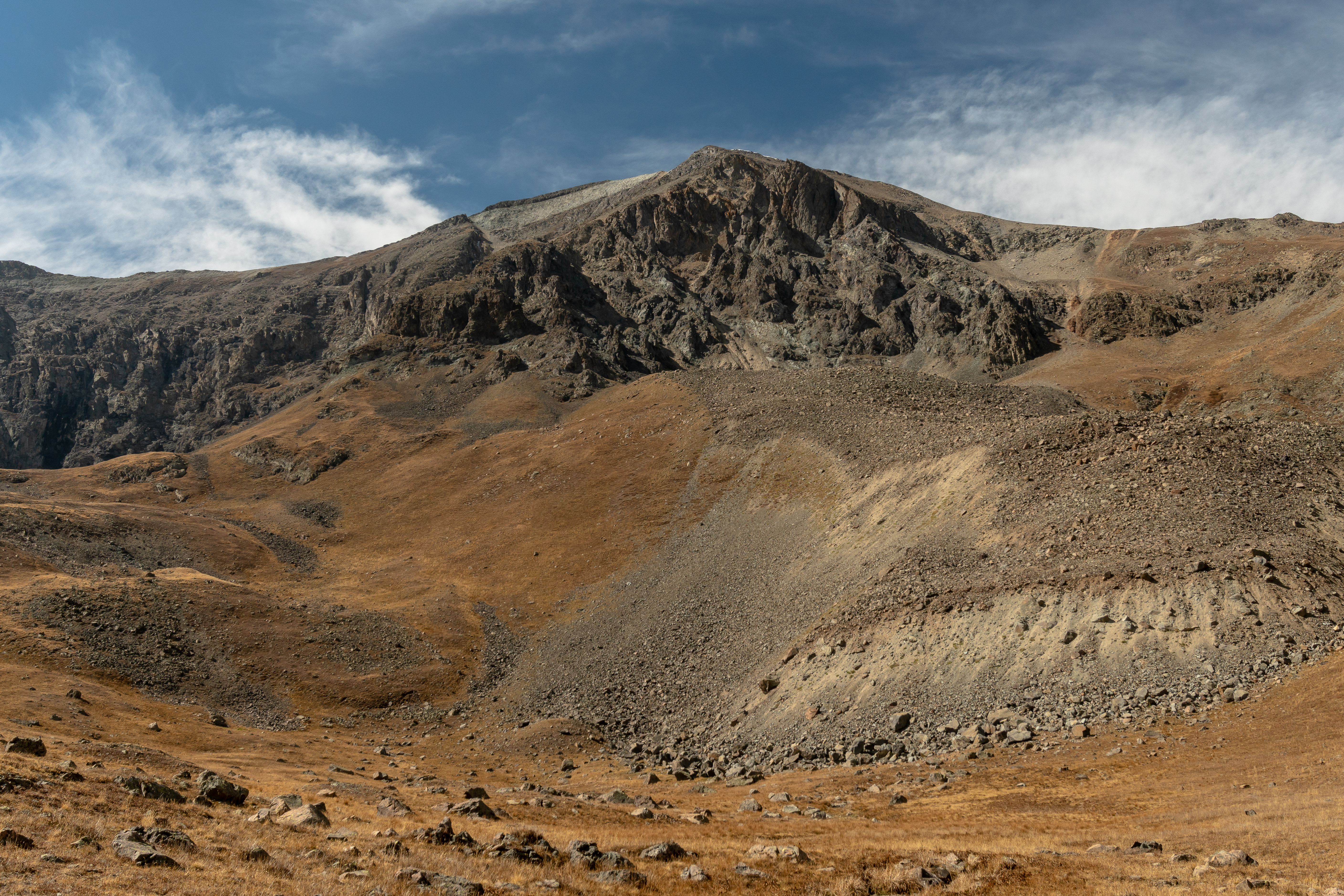
Sommet du pic Handies.
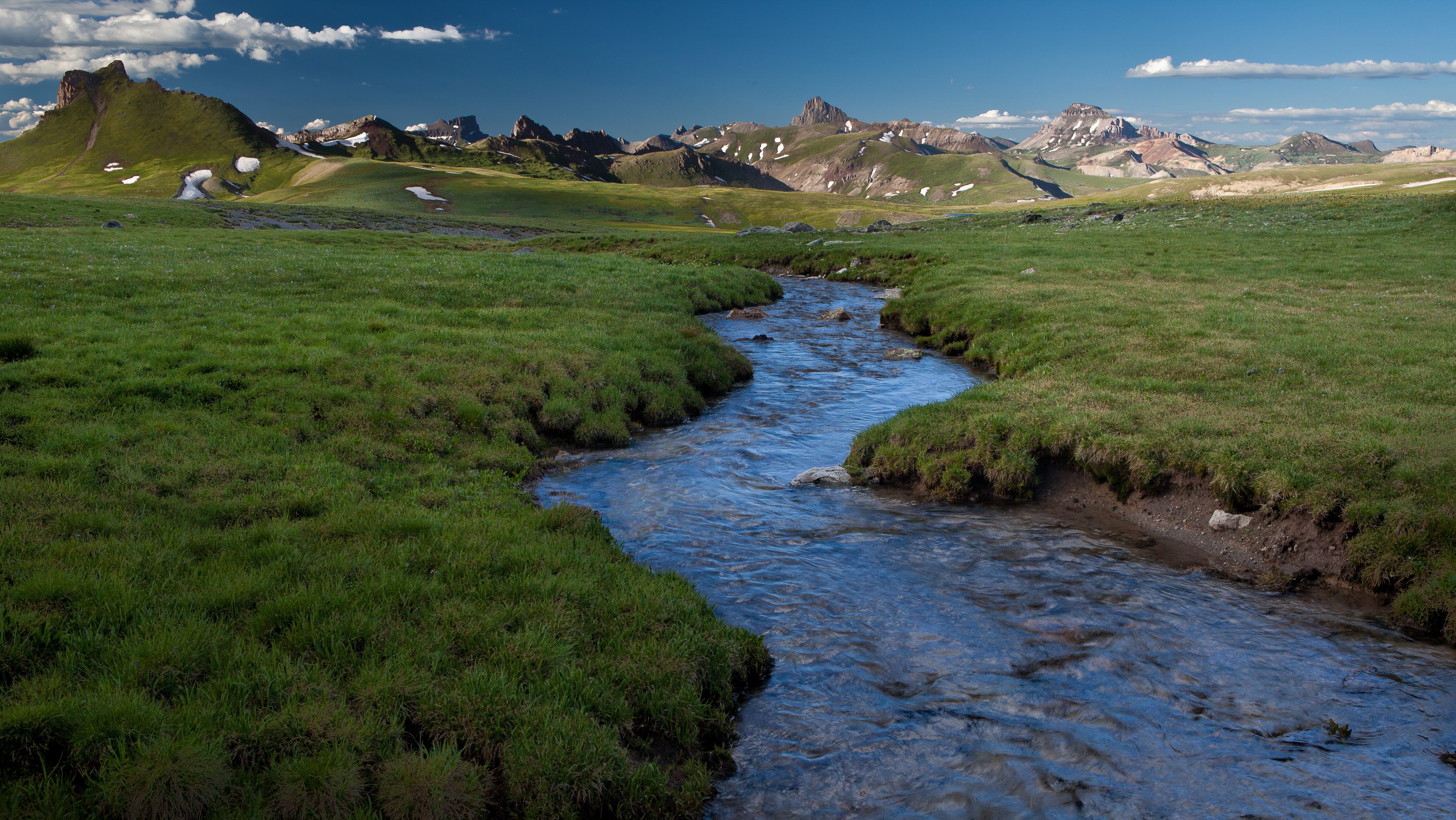
Paysage de l'Uncompahgre Wilderness, située à cheval sur 3 comtés, dont celui de Hisdale.
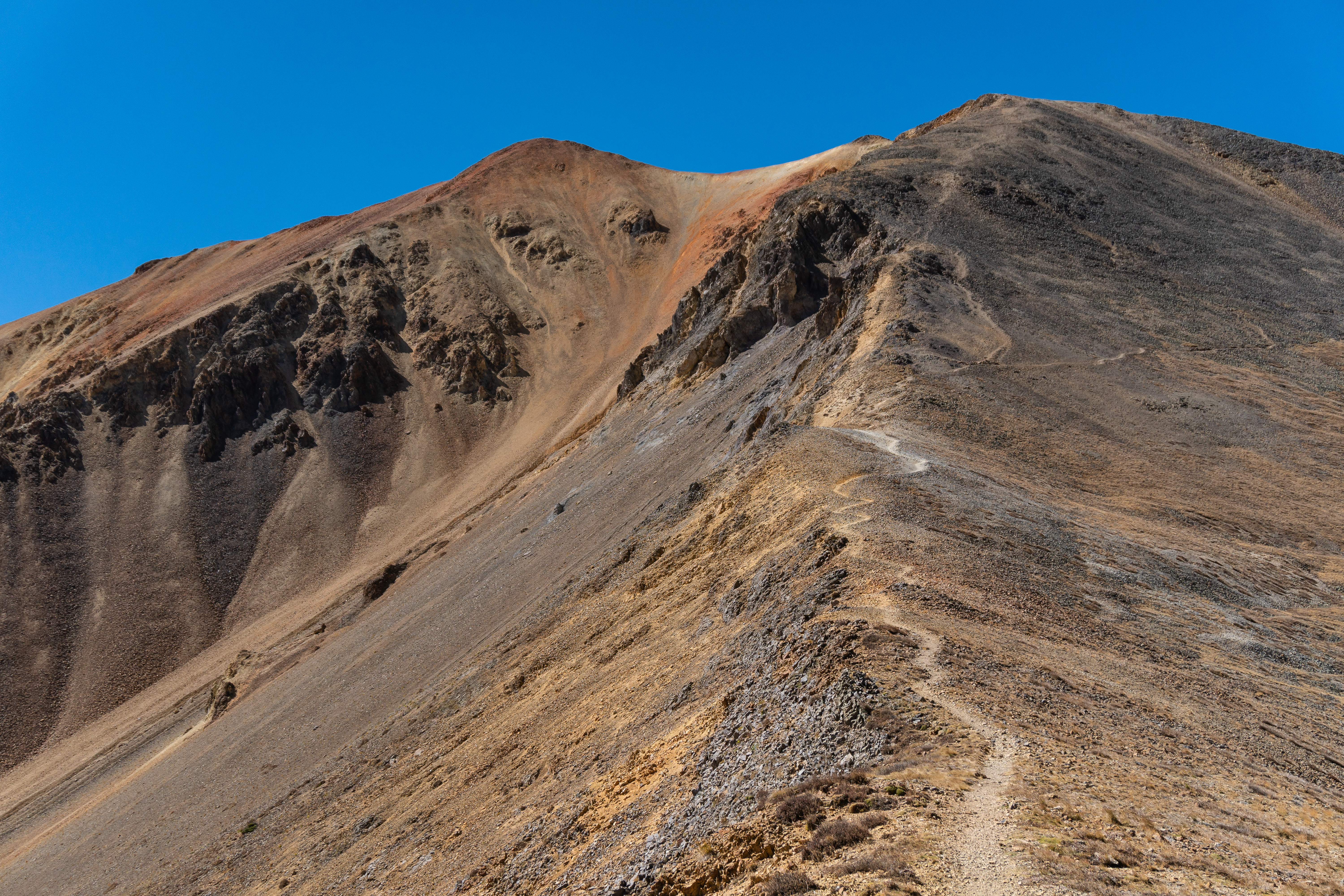
Sommet du pic Redcloud.
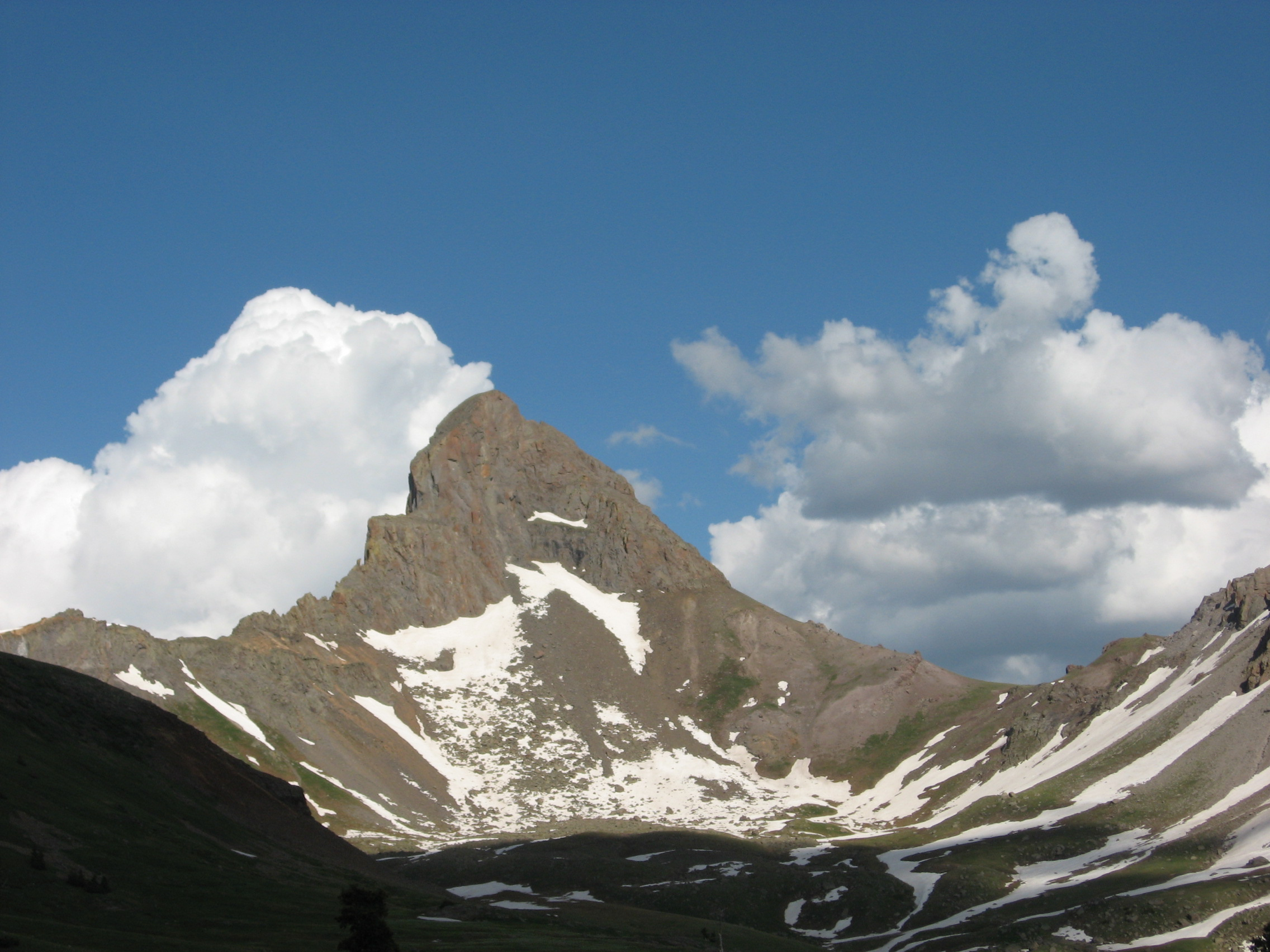
Le pic Wetterhorn, à la frontière du comté.

## Zones protégées
- Powderhorn Wilderness